# Griesbach (Gemeinde Waidhofen an der Thaya-Land)
Griesbach ist eine Ortschaft der Gemeinde Waidhofen an der Thaya-Land.

## Geografie
Das Dorf liegt im Westen des Gemeindegebietes nahe der Waidhofener Straße, von welcher der Ort über eine Nebenstraße erreichbar ist.

## Begriff
Griesbach leitet sich vom mhd. Wort griez, "Sand", her und bedeutet "sandiger
Bach".

## Geschichte
Erstmals urkundlich erwähnt wurde Griesbach zwischen 1260 und 1280 als Gizpach bzw. Griezpach. Laut Adressbuch von Österreich waren im Jahr 1938 in Griesbach zwei Landwirte mit Ab-Hof-Verkauf ansässig. Bis zur Konstituierung der Gemeinde Waidhofen-Land war der Ort ein Teil der damaligen Gemeinde Buchbach.